# Datenbank Schriftstellerinnen in Deutschland 1945 ff.
Die Datenbank Schriftstellerinnen in Deutschland 1945 ff. (DaSinD) ist eine bio-bibliographische Datenbank. Sie dokumentiert das schriftstellerische Werk von Frauen, die in Deutschland nach 1945 veröffentlicht haben.

## Geschichte
Die Datenbank Schriftstellerinnen in Deutschland 1945 ff. wird von der Stiftung Frauen-Literatur-Forschung e.V. in Bremen produziert und existiert seit 1986. Seit 2006 ist sie als DaSinD online abrufbar (zu abonnieren) und wird weltweit von Wissenschaftlern genutzt.

## Hintergrund
Das Ziel der Datenbank Schriftstellerinnen in Deutschland 1945 ff. ist, das Werk von Schriftstellerinnen sichtbar zu machen und zu dokumentieren. Der Anteil belletristisch schreibender Frauen ist im 20. Jahrhundert wesentlich höher als in den davor liegenden Zeiträumen. Um dieser Entwicklung in der Literaturdokumentation gerecht zu werden, wurde die Datenbank Schriftstellerinnen in Deutschland 1945 ff. initiiert. Die Datenbank bietet ein umfassendes Werkverzeichnis von Primärliteratur von literarisch produktiven Frauen und ist das einzige bio-bibliographische Projekt dieser Art in Deutschland. Auf der Basis der Datenbank sind verschiedene literaturwissenschaftliche Forschungsprojekte und Publikationen entstanden.

## Inhalt
Die DaSinD online stellt einen bibliographischen Index mit Nachweisen von selbstständig erschienenen Schriften (Monografien), Anthologien, Beiträgen in Anthologien und gesendeten Hörspielen zur Verfügung.
Parallel dazu existiert ein biografischer Index, der Auskunft über Namen, Geburts- und Sterbedaten, Fotos (Porträts von Autorinnen) gibt.
Weitere biografische Einzelheiten wie Adressen, berufliche und private Kontakte, Ausbildung und berufliche Stationen, Orte, Ereignisse und Aktivitäten von besonderem biographischen Interesse und Stipendien und Preise sind nur direkt bei der Stiftung Frauen-Literatur-Forschung e.V. abfragbar.